# Heinrich Scharbau

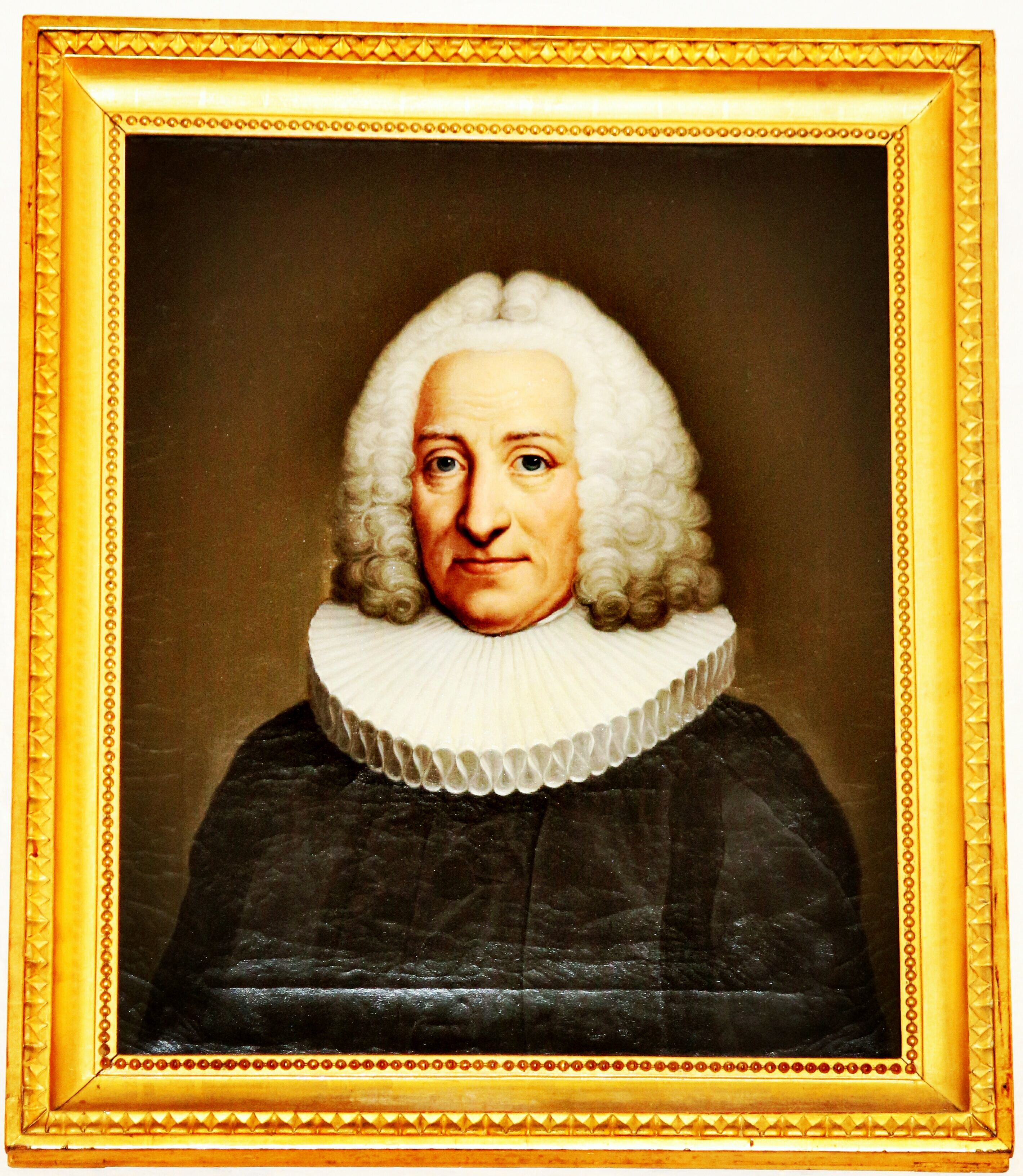
Heinrich Scharbau

Heinrich Scharbau (auch Hinrich Scharbau, * 25. Mai 1689 in Lübeck; † 2. Februar 1759 ebenda) war ein deutscher Theologe und Büchersammler.

## Leben
Heinrich Scharbau war der Sohn eines wohlhabenden Lübecker Brauers. Nach dem Besuch des Katharineums studierte er Philosophie, orientalische und Klassische Philologie sowie Theologie an den Universitäten von Rostock, Wittenberg, Leipzig und Jena, wo er 1710 den Magistergrad erlangte.
1715 übernahm er die Stelle eines Predigers an der Lübecker Burgkirche; 1733 wechselte er als Hauptpastor an die Aegidienkirche. 1752 wurde er durch einstimmige Wahl seiner Amtsbrüder Senior des Lübecker Geistlichen Ministeriums.
An der Nordseite der Aegidienkirche befindet sich sein Grab in der 1760 errichteten Scharbau-Kapelle am Ende des vierten Jochs rechtwinklig zur Außenkante des nördlichen Seitenschiffes beim nördlichen Wendelstein.
Er war verheiratet mit Engel Scharbau geb. Balemann, die einer Lübecker Ratsfamilie entstammte. Sie wurde am 3. Januar 1765 in derselben Kapelle bestattet.

## Heinrich Scharbau und die Lübecker Stadtbibliothek
Heinrich Scharbau betrieb umfangreiche Studien auf zahlreichen Gebieten und verfasste selber eine bedeutende Anzahl von Schriften.
Gemeinsam mit Gerhard von Melle und Johann Henrich von Seelen gehörte er zu den Herausgebern der Zeitschrift Bibliotheca Lubecensis, die ungefähr halbjährlich in 12 Folgen von 1725 bis 1731 erschien.
Als Gelehrter sammelte er eine umfangreiche Privatbibliothek an, die fast 6000 Bände umfasste. Da seine Ehe kinderlos blieb, setzte Scharbau in seinem 1746 abgefassten Testament die Lübecker Stadtbibliothek als Erbin seiner Büchersammlung ein und vermachte ihr zusätzlich 16.000 Lübische Mark. Bedingung war die getrennte Aufstellung und Katalogisierung dieser Bibliothek. Dafür wurde im Obergeschoss des Ostflügels des ehemaligen Katharinenklosters der neben dem Bibliothekssaal gelegenen Raum hergerichtet, in dem seit 1570 das Konsistorium getagt hatte. Zu Ehren Scharbaus erhielt dieser  Saal den Namen Scharbausaal. Allmählich ging der Name dann auch auf den ursprünglichen Bibliothekssaal über, der bis heute diesen Namen trägt.

## Schriften
- (Hrsg.): Bibliotheca Lubecensis 1725–1732

1–4 (Digitalisat)
5–8 (Digitalisat)
9–12 (Digitalisat)

## Belege
1. ↑  Als Bauplatz erworben am 8. Februar 1759 von der Witwe zwei Tage nach seinem Tod für 450 Mark Lübisch zuzüglich eines Legats von weiteren 1.000 Mark Lübisch für den Unterhalt.

| Vorgänger                                      | Amt                                                     | Nachfolger            |
| ---------------------------------------------- | ------------------------------------------------------- | --------------------- |
| Balthasar Gerhard Hanneken (Geistlicher, 1678) | Senior des Geistlichen Ministeriums in Lübeck 1752–1759 | Georg Hermann Richerz |

| Personendaten    | Personendaten      |
| ---------------- | ------------------ |
| NAME             | Scharbau, Heinrich |
| ALTERNATIVNAMEN  | Scharbau, Hinrich  |
| KURZBESCHREIBUNG | Lübecker Theologe  |
| GEBURTSDATUM     | 25. Mai 1689       |
| GEBURTSORT       | Lübeck             |
| STERBEDATUM      | 2. Februar 1759    |
| STERBEORT        | Lübeck             |